# Albo d'oro del doppio femminile dell'Australian Open
Elenco delle vincitrici del doppio femminile al torneo degli Australian Open di tennis.
| Anno       | Vincitrici                                                                                              | Finaliste                                       | Punteggio                                    |
| ---------- | --- | ----------------------------------------------- | -------------------------------------------- |
| 1922       | Esna Boyd Robertson (1) Marjorie Mountain                                                               | Floris St. George Lorna Utz                     | 1–6, 6–4, 7–5                                |
| 1923       | Esna Boyd Robertson (2) Sylvia Lance Harper (1)                                                         | Margaret Molesworth H. Turner                   | 6–1, 6–4                                     |
| 1924       | Daphne Akhurst Cozens (1) Sylvia Lance Harper (2)                                                       | Kathrine Le Mesurier Meryl O'Hara Wood          | 7–5, 6–2                                     |
| 1925       | Daphne Akhurst Cozens (2) Sylvia Lance Harper (3)                                                       | Esna Boyd Robertson Kathrine Le Mesurier        | 6–4, 6–3                                     |
| 1926       | Esna Boyd Robertson (3) Meryl O'Hara Wood (1)                                                           | Daphne Akhurst Cozens Marjorie Cox Crawford     | 6–3, 6–8, 8–6                                |
| 1927       | Louise Bickerton (1) Meryl O'Hara Wood (2)                                                              | Esna Boyd Robertson Sylvia Lance Harper         | 6–3, 6–3                                     |
| 1928       | Daphne Akhurst Cozens (3) Esna Boyd Robertson                                                           | Kathrine Le Mesurier Dorothy Weston             | 6–3, 6–1                                     |
| 1929       | Daphne Akhurst Cozens (4) Louise Bickerton (2)                                                          | Sylvia Lance Harper Meryl O'Hara Wood           | 6–2, 3–6, 6–2                                |
| 1930       | Emily Hood (1) Margaret Molesworth (1)                                                                  | Marjorie Cox Crawford Sylvia Lance Harper       | 6–3, 0–6, 7–5                                |
| 1931       | Daphne Akhurst Cozens (5) Louise Bickerton (3)                                                          | Nell Lloyd Lorna Utz                            | 6–0, 6–4                                     |
| 1932       | Marjorie Cox Crawford Coral McInnes Buttsworth                                                          | Kathrine Le Mesurier Dorothy Weston             | 6–2, 6–2                                     |
| 1933       | Emily Hood Westacott (2) Margaret Molesworth (2)                                                        | Joan Hartigan Bathurst Marjorie Gladman Van Ryn | 6–3, 6–2                                     |
| 1934       | Emily Hood Westacott (3) Margaret Molesworth (3)                                                        | Joan Hartigan Bathurst Ula Valkenburg           | 6–8, 6–4, 6–4                                |
| 1935       | Evelyn Dearman Nancy Lyle                                                                               | Louise Bickerton Nell Hall Hopman               | 6–3, 6–4                                     |
| 1936       | Thelma Coyne Long (1) Nancye Wynne Bolton (1)                                                           | May Blick Katherine Woodward                    | 6–2, 6–4                                     |
| 1937       | Thelma Coyne Long (2) Nancye Wynne Bolton (2)                                                           | Nell Hall Hopman Emily Hood Westacott           | 6–2, 6–2                                     |
| 1938       | Thelma Coyne Long (3) Nancye Wynne Bolton (3)                                                           | Dorothy Bundy Cheney Dorothy Workman            | 9–7, 6–4                                     |
| 1939       | Thelma Coyne Long (4) Nancye Wynne Bolton (4)                                                           | May Hardcastle Emily Hood Westacott             | 7–5, 6–4                                     |
| 1940       | Thelma Coyne Long (5) Nancye Wynne Bolton (5)                                                           | Joan Hartigan Bathurst Emily Niemeyer           | 7–5, 6–2                                     |
| 1941- 1945 | non disputato per la seconda guerra mondiale                                                            | non disputato per la seconda guerra mondiale    | non disputato per la seconda guerra mondiale |
| 1946       | Mary Bevis Hawton (1) Joyce Fitch                                                                       | Nancye Wynne Bolton Thelma Coyne Long           | 9–7, 6–4                                     |
| 1947       | Thelma Coyne Long (6) Nancye Wynne Bolton (6)                                                           | Mary Bevis Hawton Joyce Fitch                   | 6–3, 6–3                                     |
| 1948       | Thelma Coyne Long (7) Nancye Wynne Bolton (7)                                                           | Mary Bevis Hawton Pat Jones                     | 6–3, 6–3                                     |
| 1949       | Thelma Coyne Long (8) Nancye Wynne Bolton (8)                                                           | Doris Hart Marie Toomey                         | 6–0, 6–1                                     |
| 1950       | Louise Brough Doris Hart                                                                                | Nancye Wynne Bolton Thelma Coyne Long           | 6–2, 2–6, 6–3                                |
| 1951       | Thelma Coyne Long (9) Nancye Wynne Bolton (9)                                                           | Joyce Fitch Mary Bevis Hawton                   | 6–2, 6–1                                     |
| 1952       | Thelma Coyne Long (10) Nancye Wynne Bolton (10)                                                         | Allison Burton Baker Mary Bevis Hawton          | 6–1, 6–1                                     |
| 1953       | Maureen Connolly Julia Sampson                                                                          | Mary Bevis Hawton Beryl Penrose                 | 6–4, 6–2                                     |
| 1954       | Mary Bevis Hawton (2) Beryl Penrose (1)                                                                 | Hazel Redick-Smith Julia Wipplinger             | 6–3, 8–6                                     |
| 1955       | Mary Bevis Hawton (3) Beryl Penrose (2)                                                                 | Nell Hall Hopman Gwen Thiele                    | 7–5, 6–1                                     |
| 1956       | Mary Bevis Hawton (4) Thelma Coyne Long (11)                                                            | Mary Carter Reitano Beryl Penrose               | 6–2, 5–7, 9–7                                |
| 1957       | Shirley Fry Irvin Althea Gibson                                                                         | Mary Bevis Hawton Fay Muller                    | 6–2, 6–1                                     |
| 1958       | Mary Bevis Hawton (5) Thelma Coyne Long (12)                                                            | Lorraine Coghlan Angela Mortimer Barrett        | 7–5, 6–8, 6–2                                |
| 1959       | Sandra Reynolds Price Renee Schuurman Haygarth                                                          | Lorraine Coghlan Mary Carter Reitano            | 7–5, 6–4                                     |
| 1960       | Maria Bueno Christine Truman                                                                            | Lorraine Coghlan Margaret Smith Court           | 6–2, 5–7, 6–2                                |
| 1961       | Mary Carter Reitano Margaret Smith Court (1)                                                            | Mary Bevis Hawton Jan Lehane O'Neill            | 6–4, 3–6, 7–5                                |
| 1962       | Robyn Ebbern (1) Margaret Smith Court (2)                                                               | Darlene Hard Mary Carter Reitano                | 6–4, 6–4                                     |
| 1963       | Robyn Ebbern (2) Margaret Smith Court (3)                                                               | Jan Lehane O'Neill Lesley Turner Bowrey         | 6–1, 6–3                                     |
| 1964       | Judy Tegart Dalton (1) Lesley Turner Bowrey (1)                                                         | Robyn Ebbern Margaret Smith Court               | 6–4, 6–4                                     |
| 1965       | Margaret Smith Court (4) Lesley Turner Bowrey (2)                                                       | Robyn Ebbern Billie Jean Moffitt                | 1–6, 6–2, 6–3                                |
| 1966       | Carole Caldwell Graebner Nancy Richey Gunter                                                            | Margaret Smith Court Lesley Turner Bowrey       | 6–4, 7–5                                     |
| 1967       | Judy Tegart Dalton (2) Lesley Turner Bowrey (3)                                                         | Lorraine Coghlan Evelyn Terras                  | 6–0, 6–2                                     |
| 1968       | Karen Krantzcke Kerry Ann Reid (1)                                                                      | Judy Tegart Dalton Lesley Turner Bowrey         | 6–4, 3–6, 6–2                                |
| 1969       | Margaret Smith Court (5) Judy Tegart Dalton (3)                                                         | Rosemary Casals Billie Jean King                | 6–4, 6–4                                     |
| 1970       | Margaret Smith Court (6) Judy Tegart Dalton (4)                                                         | Karen Krantzcke Kerry Ann Reid                  | 6–3, 6–1                                     |
| 1971       | Evonne Goolagong (1) Margaret Smith Court (7)                                                           | Joy Emerson Lesley Hunt                         | 6–0, 6–0                                     |
| 1972       | Helen Gourlay Cawley (1) Kerry Harris                                                                   | Patricia Coleman Karen Krantzcke                | 6–0, 6–4                                     |
| 1973       | Margaret Smith Court (8) Virginia Wade                                                                  | Kerry Harris Kerry Ann Reid                     | 6–4, 6–4                                     |
| 1974       | Evonne Goolagong Cawley (2) Peggy Michel (1)                                                            | Kerry Harris Kerry Ann Reid                     | 7–5, 6–3                                     |
| 1975       | Evonne Goolagong Cawley (3) Peggy Michel (2)                                                            | Margaret Smith Court Ol'ga Morozova             | 7–6, 7–6                                     |
| 1976       | Evonne Goolagong Cawley (4) Helen Gourlay Cawley (2)                                                    | Lesley Turner Bowrey Renáta Tomanová            | 8–1                                          |
| 1977 gen.  | Dianne Fromholtz Balestrat Helen Gourlay Cawley (3)                                                     | Betsy Nagelsen Kerry Ann Reid                   | 5–7, 6–1, 7–5                                |
| 1977 dic.  | Kerry Melville Reid (2) Mona Schallau Guerrant vs. Evonne Goolagong Cawley (5) Helen Gourlay Cawley (4) |                                                 | Pari merito. Finale annullata per pioggia    |
| 1978       | Betsy Nagelsen (1) Renáta Tomanová                                                                      | Naoko Satō Pam Whytcross                        | 7–5, 6–2                                     |
| 1979       | Judy Chaloner Diane Evers                                                                               | Leanne Harrison Marcella Mesker                 | 6–1, 3–6, 6–0                                |
| 1980       | Betsy Nagelsen (2) Martina Navrátilová (1)                                                              | Ann Kiyomura Candy Reynolds                     | 6–4, 6–4                                     |
| 1989       | Kathy Jordan Anne Smith                                                                                 | Martina Navrátilová Pam Shriver                 | 6–2, 7–5                                     |
| 1982       | Martina Navrátilová (2) Pam Shriver (1)                                                                 | Claudia Kohde Kilsch Eva Pfaff                  | 6–4, 6–2                                     |
| 1983       | Martina Navrátilová (3) Pam Shriver (2)                                                                 | Anne Hobbs Wendy Turnbull                       | 6–4, 6–7, 6–2                                |
| 1984       | Martina Navrátilová (4) Pam Shriver (3)                                                                 | Claudia Kohde Kilsch Helena Suková              | 6–3, 6–4                                     |
| 1985       | Martina Navrátilová (5) Pam Shriver (4)                                                                 | Claudia Kohde Kilsch Helena Suková              | 6–3, 6–4                                     |
| 1986       | non disputato                                                                                           | non disputato                                   | non disputato                                |
| 1987       | Martina Navrátilová (6) Pam Shriver (5)                                                                 | Zina Garrison Lori McNeil                       | 6–1, 6–0                                     |
| 1988       | Martina Navrátilová (7) Pam Shriver (6)                                                                 | Chris Evert Wendy Turnbull                      | 6–0, 7–5                                     |
| 1989       | Martina Navrátilová (8) Pam Shriver (7)                                                                 | Patty Fendick Jill Hetherington                 | 3–6, 6–3, 6–2                                |
| 1990       | Jana Novotná (1) Helena Suková (1)                                                                      | Patty Fendick Mary Joe Fernández                | 7–6(5), 7–6(6)                               |
| 1991       | Patty Fendick Mary Joe Fernández                                                                        | Gigi Fernández Jana Novotná                     | 7–6(4), 6–1                                  |
| 1992       | Arantxa Sánchez Vicario (1) Helena Suková (2)                                                           | Mary Joe Fernández Zina Garrison                | 6–4, 7–6(3)                                  |
| 1993       | Gigi Fernández (1) Nataša Zvereva (1)                                                                   | Pam Shriver Elizabeth Smylie                    | 6–4, 6–3                                     |
| 1994       | Gigi Fernández (2) Nataša Zvereva (2)                                                                   | Patty Fendick Meredith McGrath                  | 6–3, 4–6, 6–4                                |
| 1995       | Jana Novotná (2) Arantxa Sánchez Vicario (2)                                                            | Gigi Fernández Nataša Zvereva                   | 6–3, 6(7)–7, 6–4                             |
| 1996       | Chanda Rubin Arantxa Sánchez Vicario (3)                                                                | Lindsay Davenport Mary Joe Fernández            | 7–5, 2–6, 6–4                                |
| 1997       | Martina Hingis (1) Nataša Zvereva (3)                                                                   | Lindsay Davenport Lisa Raymond                  | 6–2, 6–2                                     |
| 1998       | Martina Hingis (2) Mirjana Lučić                                                                        | Lindsay Davenport Nataša Zvereva                | 6–4, 2–6, 6–3                                |
| 1999       | Martina Hingis (3) Anna Kurnikova (1)                                                                   | Lindsay Davenport Nataša Zvereva                | 7–5, 6–3                                     |
| 2000       | Lisa Raymond Rennae Stubbs                                                                              | Martina Hingis Mary Pierce                      | 6–4, 5–7, 6–4                                |
| 2001       | Serena Williams (1) Venus Williams (1)                                                                  | Lindsay Davenport Corina Morariu                | 6–2, 4–6, 6–4                                |
| 2002       | Martina Hingis (4) Anna Kurnikova (2)                                                                   | Daniela Hantuchová Arantxa Sánchez Vicario      | 6–2, 6(7)–7, 6–1                             |
| 2003       | Serena Williams (2) Venus Williams (2)                                                                  | Virginia Ruano Pascual Paola Suárez             | 4–6, 6–4, 6–3                                |
| 2004       | Virginia Ruano Pascual Paola Suárez                                                                     | Svetlana Kuznecova Elena Lichovceva             | 6–4, 6–3                                     |
| 2005       | Svetlana Kuznecova (1) Alicia Molik                                                                     | Lindsay Davenport Corina Morariu                | 6–3, 6–4                                     |
| 2006       | Yan Zi Zheng Jie                                                                                        | Lisa Raymond Samantha Stosur                    | 2–6, 7–6(7), 6–3                             |
| 2007       | Cara Black Liezel Huber                                                                                 | Chan Yung-jan Chuang Chia-jung                  | 6–4, 6(4)–7, 6–1                             |
| 2008       | Al'ona Bondarenko Kateryna Bondarenko                                                                   | Viktoryja Azaranka Shahar Peer                  | 2–6, 6–1, 6–4                                |
| 2009       | Serena Williams (3) Venus Williams (3)                                                                  | Daniela Hantuchová Ai Sugiyama                  | 6–3, 6–3                                     |
| 2010       | Serena Williams (4) Venus Williams (4)                                                                  | Cara Black Liezel Huber                         | 6–4, 6–3                                     |
| 2011       | Gisela Dulko Flavia Pennetta                                                                            | Viktoryja Azaranka Marija Kirilenko             | 2–6, 7–5, 6–1                                |
| 2012       | Svetlana Kuznecova (1) Vera Zvonarëva                                                                   | Sara Errani Roberta Vinci                       | 5–7, 6–4, 6–3                                |
| 2013       | Sara Errani (1) Roberta Vinci (1)                                                                       | Ashleigh Barty Casey Dellacqua                  | 6–2, 3–6, 6–2                                |
| 2014       | Sara Errani (2) Roberta Vinci (2)                                                                       | Ekaterina Makarova Elena Vesnina                | 6–4, 3–6, 7–5                                |
| 2015       | Bethanie Mattek-Sands (1) Lucie Šafářová (1)                                                            | Chan Yung-jan Zheng Jie                         | 6–4, 7–6(5)                                  |
| 2016       | Martina Hingis (5) Sania Mirza                                                                          | Andrea Sestini Hlaváčková Lucie Hradecká        | 7–6(1), 6–3                                  |
| 2017       | Bethanie Mattek-Sands (1) Lucie Šafářová (2)                                                            | Andrea Hlaváčková Peng Shuai                    | 6(4)–7, 6–3, 6–3                             |
| 2018       | Tímea Babos (1) Kristina Mladenovic (1)                                                                 | Ekaterina Makarova Elena Vesnina                | 6–4, 6–3                                     |
| 2019       | Samantha Stosur Zhang Shuai                                                                             | Tímea Babos Kristina Mladenovic                 | 6–3, 6–4                                     |
| 2020       | Tímea Babos (2) Kristina Mladenovic (2)                                                                 | Hsieh Su-wei Barbora Strýcová                   | 6–2, 6–1                                     |
| 2021       | Elise Mertens (1) Aryna Sabalenka                                                                       | Barbora Krejčíková Kateřina Siniaková           | 6–2, 6–3                                     |
| 2022       | Barbora Krejčíková (1) Kateřina Siniaková (1)                                                           | Anna Danilina Beatriz Haddad Maia               | 6(3)–7, 6–4, 6–4                             |
| 2023       | Barbora Krejčíková (2) Kateřina Siniaková (2)                                                           | Shuko Aoyama Ena Shibahara                      | 6–4, 6–3                                     |
| 2024       | Hsieh Su-wei Elise Mertens (2)                                                                          | Ljudmyla Kičenok Jeļena Ostapenko               | 6–1, 7–5                                     |
| 2025       | Kateřina Siniaková (3) Taylor Townsend                                                                  | Hsieh Su-wei Jeļena Ostapenko                   | 6–2, 6(4)–7, 6–3                             |